# Ernesto Soler de las Casas
Ernest Soler de las Casas (Barcelona, 1864-Barcelona, 1935) fue un pintor, escritor y escultor español, hijo de Federico Soler («Serafí Pitarra»).

## Biografía
Nació en 1864. Natural de Barcelona, era hijo de Federico Soler. Escribió en catalán las comedias en un acto: Bon jan qui paga y La feta deu jaja. La primera, impresa en 1890, fue puesta en escena en el teatro Romea el 5 de octubre de 1899, y la segunda el 30 de septiembre de 1893. Escribió también el drama trágico en tres actos titulado Hidro-mel.
También cultivó la pintura y expuso varios cuadros. En el Salón Parés figuraron suyos dos interiores, un paisaje, una mujer tendida en un diván, un altorrelieve reproducido en galvanoplastia que representaba a Santa Lucía. En la Exposición General de Bellas Artes celebrada en Barcelona en 1891 presentó cuatro cuadros al óleo titulados Lo carbó de piedra, Eucallats, ¿En un fossar? y Quant sur el sol sur per tothom, y obtuvo premio. En la Exposición de 1894 figuraron suyos dos cuadros al óleo: Diumenge y Resplandors de la caritat. Falleció en 1935 en su ciudad natal.